# Mokuriñ
Mokuriñ (Mukurin), jedno od plemena Botocudo Indijanaca, velika porodica Macro-Ge, nastanjeno danas na području općine Campanário u dolinama rijeka Mucuri i Rio Doce, u brazilskoj državi Minas Gerais; sada na rezervatu Terra Indígena Mukurin. Populacija im iznosi oko 150. Tradicionalno su nomadski sakupljači, lovci i ribari.